# Gerhard Geldenhauer

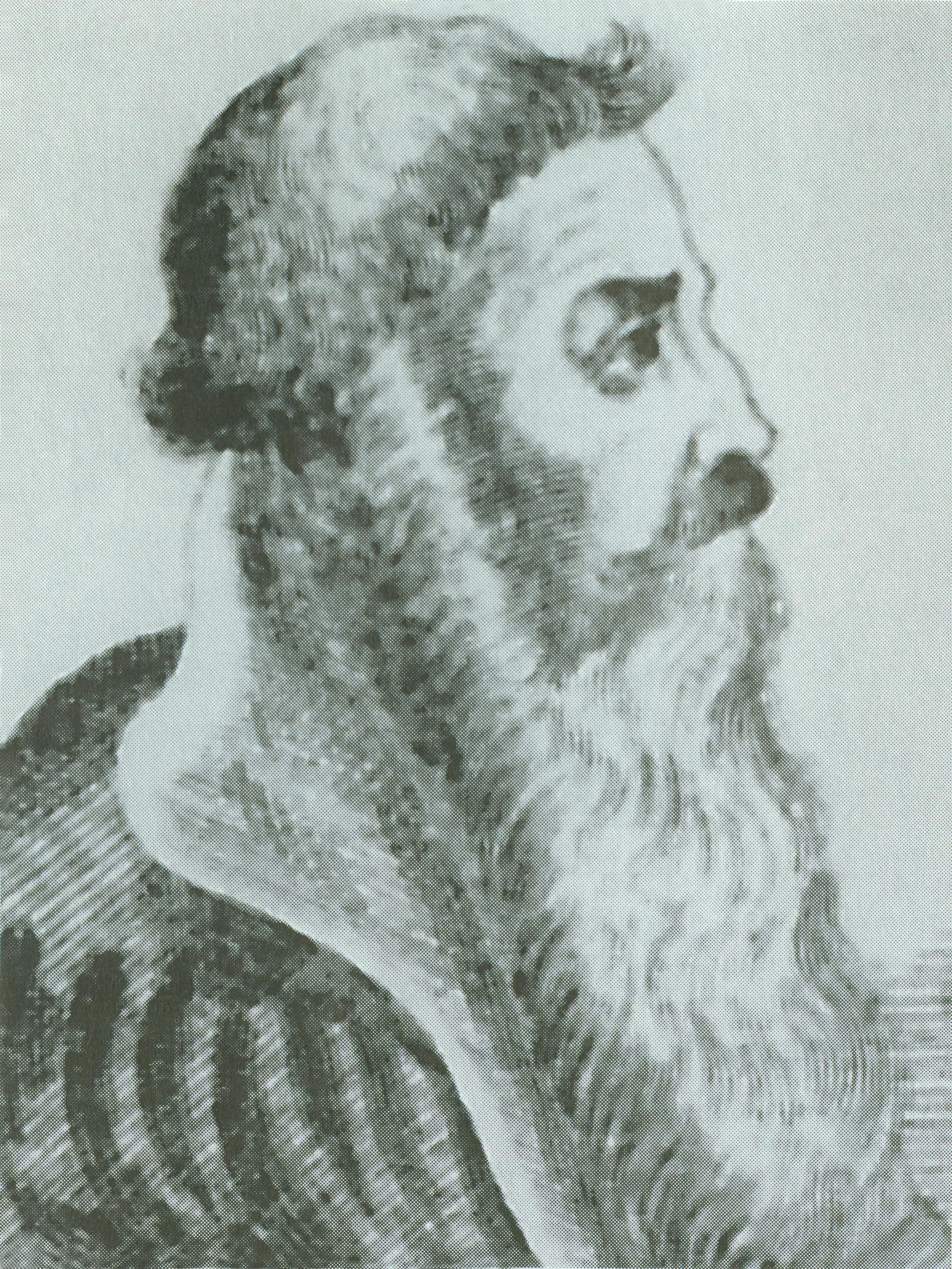
Gerhard Geldenhauer

Gerhard Geldenhauer (* 1482 in Nimwegen; † 10. Januar 1542 in Marburg), auch Gerhardus Noviomagus genannt, war ein Humanist, lutherischer Theologe und Reformator.

## Leben und Wirken
Nach seinem Geburtsort Noviomagus genannt, studierte Geldenhauer in Löwen und vertrat mit Überzeugung den Humanismus erasmischer Prägung. Dabei lernte er in Deventer Hinne Rode, in Bremen Jakob Propst und in Braunschweig Johann Pelt kennen. Von Kaiser Maximilian I. wurde er zum poeta laureatus gekrönt. Als Mönch war er Vorleser und Sekretär Karls V., später Berater des Philipp von Burgund in Utrecht.
Nach Philipps Tode 1524 reiste er nach Wittenberg zu Martin Luther, Philipp Melanchthon und Andreas Bodenstein, kehrte als überzeugter Anhänger der Reformation in die Niederlande zurück und schloss sich der reformatorischen Bewegung an. Daraufhin wurde er 1526 von seiner Pfarrstelle Tiel vertrieben und bereiste oberdeutsche evangelische Städte.
In Straßburg zog ihn besonders Martin Bucer an, der sich des schwermütigen, zurückhaltenden Mannes annahm und ihn an die Universität Marburg empfahl, um dort das Amt Franz Lambert von Avignon zu übernehmen (1534–1542). Hier beteiligte er sich auch an den organisatorischen Aufgaben der Hochschule und war im Sommersemester 1536 Rektor der Alma Mater. Mit seinem Lehrer Erasmus von Rotterdam geriet er in Konflikt, mit anderen Humanisten hielt er die Verbindung aufrecht.
In seinen Schriften wie in seinem Verhalten zeichnete er sich durch den Geist der Milde aus, besonders gegenüber den Täufern. Geldenhauer unterschrieb die Schmalkaldischen Artikel und wurde auch vom Landgrafen Philipp von Hessen zu den Religionsgesprächen nach Hagenau und Worms entsandt. Als er starb, hielt Johann Draconites die Gedenkrede.
Sein Sohn war Gerhard Eobanus Geldenhauer. Seine Tochter Felicitas heiratete 1580 Caspar Dryander († 17. November 1612), einen Sohn des Johann Dryander.

## Werke
1530 schrieb er eines der frühesten Werke zur Geschichte der Niederlande, seine "Historia Batavica, ex optimis quibusque autoribus. Cum nonnullis aliis ... antehac non visis." (verlegt u. a. in Köln 1541 bei Eucharius Cervicornus (Hirtzhorn)).
- Historia Batavica : Ex Optimis Qvibvsqve Avtoribvs / Autore Gerardo Geldenhaurio Nouiomago collecta. - Coloniae : Cervicornus, 1541. Digitalisierte Ausgabe der Universitäts- und Landesbibliothek Düsseldorf